# Gerard Kearns
Gerard Kearns (Mossley, 4 de octubre de 1984) es un actor británico. Es mejor conocido como Ian Gallagher en la serie  Shameless .

## Carrera
Kearns protagonizó la película   La marca de Caín , para Film4 Productions, basada en  Soldados británicos '  abuso de Irak i prisioneros. Se estrenó en el Festival Internacional de Cine de Rotterdam en febrero de 2007.
También ha protagonizado los cortometrajes  Grandad  y  The 10th Man  y ha aparecido en varios programas de televisión como   The Commander  protagonizada por Amanda Burton. En 2007, apareció en los videos de la doble cara A de  The View " The Don" y " Skag Trendy ". En 2011, también se presentó como locutor para GCSE Bitesize Revision de la BBC.
Kearns participó en la segunda serie del programa diurno de BBC 1 " Moving On". El episodio "Trust", dirigido por  Illy, cuenta la historia del personaje de Kearns, Jack, quien es sorprendido tratando de robar la casa del anciano exboxeador Eddie, interpretado por Roy Marsden. .
También ha hecho varias apariciones en "The Accrington Pals", una obra de Peter Whelan, que interpreta al personaje Ralph, un joven oficial voluntario durante la Primera Guerra Mundial. También actuó junto a Matthew Kelly en la obra de teatro del West End  Sign of the Times .
Kearns también protagonizó el drama de la BBC   Our World War , que marca el centenario de la Primera Guerra Mundial y como Halig en la serie "The Last Kingdom".
En 2019 interpreta al bombero Volodymyr Pravik en la serie Chernóbil. 

## Vida personal
De Mossley, cerca de Ashton-under-Lyne, Greater Manchester, fue educado en Oldham en  St Augustine's Catholic School.
Más tarde estudió en Ashton Sixth Form College en Ashton-under-Lyne. Es partidario del Manchester City FC
Está casado con Sarah Kearns desde el 30 de diciembre de 2017. Juntos tienen dos hijos, Aidan Kearns y James Kearns.

## Filmografía

### Televisión
| Año       | Título                 | Papel           | Notas                          |
| --------- | ---------------------- | --------------- | ------------------------------ |
| 2020      | The English Game       | Tommy Marshall  | Serie principal de seis partes |
| 2015-2017 | El último reino        | Halig           | 5 episodios                    |
| 2014      | Nuestra Guerra Mundial | Chas Rowland    | episodio "War Machine"         |
| 2014      | The Smoke              | Pequeño al      | 8 episodios                    |
| 2012      | The Town               | Daniel          | 3 episodios                    |
| 2011      | Hacia adelante         | Jack            | 1 episodio                     |
| 2004-2010 | Shameless              | Ian Gallagher   | Principal, 80 episodios        |
| 2009      | Capucha roja           | Leonard Cole    | episodios "1974" y "1983"      |
| 2007      | The Commander          | Terry Donnolly  | episodio "Ventanas del alma"   |
| 2007      | Guerra de Foyle        | Frank Morgan    | episodio "Casualties of War"   |
| 2005      | Doctores               | Revs            | episodio "0–60"                |
| 2004      | Heartbeat              | Trevor Negro    | episodio "Muck and Brass"      |
| 2004      | Holby City             | Russell Coulter | episodio "Fuera de control"    |

### Película
| Año  | Título                   | Papel                | Notas |
| ---- | ------------------------ | -------------------- | ----- |
| 2016 | Invasión contra nosotros | Lester               |       |
| 2012 | The Rise                 | Charlie              |       |
| 2010 | Luna de miel             | Fran                 |       |
| 2009 | Buscando a Eric          | Ryan                 |       |
| 2007 | La Marca de Caín         | Marca 'Treacle' Tate |       |
| 2006 | El décimo hombre         | El décimo hombre     | Corto |
| 2005 | Abuelo                   | Vincent              | Corto |